# Jan Stochel
Jan Józef Stochel (ur. 22 grudnia 1951) – polski matematyk zajmujący się teorią operatorów na przestrzeniach Hilberta oraz analizą harmoniczną na *-półgrupach; profesor zwyczajny pracujący na Uniwersytecie Jagiellońskim w Krakowie.

## Życiorys
Studiował matematykę teoretyczną na Wydziale Matematyki i Informatyki Uniwersytetu Jagiellońskiego, którą ukończył w 1976. W 1979 doktoryzował się w Instytucie Matematycznym Polskiej Akademii Nauk na podstawie rozprawy pt. Dylatacje nieskończonych rodzin miar półspektralnych, napisanej pod kierunkiem Włodziemirza Mlaka. W 1992 habilitował się na Uniwersytecie Jagiellońskim, a w 2001 roku uzyskał tytuł profesora. 
Swoje prace publikował w takich czasopismach jak m.in. „Studia Mathematica”, „Journal of Mathematical Analysis and Applications”, „Proceedings of the American Mathematical Society”, „Journal of Functional Analysis", „Memoirs of the American Mathematical Society" oraz „Advances in Mathematics".